# So Bad (piosenka StayC)
So Bad – to piosenka nagrana przez południowokoreańską grupę STAYC jako główny singel na ich debiutanckim single albumie Star To A Young Culture. Piosenka została wydana 12 listopada 2020 r. przez High Up Entertainment. Remiks utworu zatytułowany „So Bad (Tak Remix)” został wydany 10 stycznia 2021 roku i znalazł się na drugim single albumie grupy, Staydom.

## Kompozycja
Piosenka została napisana przez duet producentów Black Eyed Pilseung i Jeong Goon. Kompozycja lirycznie mówi o zakochaniu się i nadziei, że osoba, którą lubisz, to zaakceptuje. Piosenka łączy ze sobą perkusję i bas z synthwave.

## Teledysk
Teledysk do piosenki został wydany tego samego dnia i zgromadził ponad 2,6 miliona wyświetleń w ciągu pierwszych 24 godzin od przesyłania. Co stanowiło 15. najlepszy wynik wśród debiutanckich teledysków koreańskich artystów. Teledysk został wyreżyserowany przez Minjun Lee i Hayoung Lee.
Kontrowersje
16 listopada 2020 r. koreańscy internauci zauważyli, że aspekty teledysku „So Bad” są podobne do teledysku „Midnight Sky” Miley Cyrus. Kilka dni po oskarżeniach firma Legend Film produkująca teledysk przeprosiła.

## Promocja
STAYC, aby promować singel, wykonały piosenkę w ramach debiutanckiej prezentacji VLIVE. Grupa zadebiutowała w programie muzycznym 13 listopada 2020 r. w Music Bank, a następnie na Inkigayo, The Show i Show Champion.

## Notowania
| Lista                                  | Najwyższa pozycja | Przy.  |
| -------------------------------------- | ----------------- | ------ |
| Korea Południowa (Gaon Download)       | 159               | [ 13 ] |
| Korea Południowa (K-pop Hot 100)       | 82                | [ 14 ] |
| US World Digital Song Sales(billboard) | 21                | [ 15 ] |